# كريشيان فليتي إونستاد
كريشيان فليتي إونستاد (بالنرويجية البوكمول: Kristian Flittie Onstad)‏ (9 مايو 1984 بأوسلو في النرويج - ) هو لاعب كرة قدم نرويجي في مركز الدفاع. شارك مع منتخب النرويج تحت 16 سنة لكرة القدم ومنتخب النرويج تحت 17 سنة لكرة القدم ومنتخب النرويج تحت 18 سنة لكرة القدم ومنتخب النرويج تحت 19 سنة لكرة القدم ومنتخب النرويج تحت 21 سنة لكرة القدم. أما مع النوادي، فقد لعب مع نادي إيسبيرغ ونادي بران ونادي ستابك ونادي لين ونادي ميوندالن وUllensaker/Kisa IL ‏ وRaufoss Fotball ‏ وMoss FK ‏ وRaufoss IL ‏.

## روابط خارجية
- كريشيان فليتي إونستاد على موقع اتحاد النرويج (النرويجية)
- كريشيان فليتي إونستاد على موقع قاعدة بيانات كرة القدم.إي يو (الإنجليزية)
- كريشيان فليتي إونستاد على موقع عالم كرة القدم.نت (الإنجليزية)